# Celda de carga

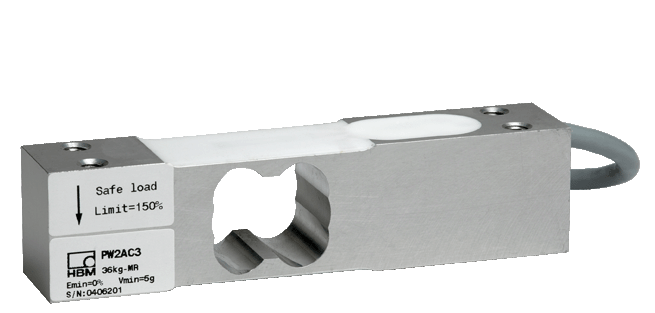
La celda de carga o célula de carga(Digital Load Cell).

La celda de carga o célula de carga es una estructura diseñada para soportar cargas de compresión, tensión y flexión, en cuyo interior se encuentra uno o varios sensores de deformación llamados Strain Gauges que detectan los valores de deformación.
La celda de carga digital produce esta deformación mediante circuitos wheatstone, que actúan en las bases de la máquina o sistemas de pesaje para encontrar reacciones, una vez obtenida la resistencia, se produce la transducción y se puede obtener el valor que la máquina resiste.
Las celdas de carga digitales, también son llamadas Digital Load Cell (es su traducción en inglés), esta se fija en la parte donde quiere registrarse una carga que aplique un sistema mecánico. La señal de la carga se lleva a un dispositivo electrónico, microchip o computadora central (dependiendo de su utilidad) para recopilar los datos totales de una o varias celdas de carga, inclusive desarrollar análisis estadísticos de las cargas durante un tiempo determinado o evento en particular.

## Características de las celdas de carga digitales
Sistema medidor de deformación: 
Toda celda de carga debe poseer un adecuado sistema de deformación, que permita una calibración constante y que sea estable con el tiempo y la temperatura. También debe ser capaz de medir deformaciones con una exactitud de + 1 u in/in (mt/mt) sobre el rango de deformación de 10% y apto para colocarse y ser usado como elemento sensor en otros sistemas transductores donde la cantidad desconocida tal como la presión es medida en término de deformación.
Detección y corrección: 
Las celdas de carga digitales, mediante sus sistemas electrónicos o el uso de micro computadoras, pueden detectar y a la vez corregir las señales que reciben y se aplican en un sistema mecánico, actuando como un aparato procesador.
Posibilidad de interfaz: 
Las celdas de carga digitales tienen la ventaja de procesar señales en peso kg/lb.  newton o péndales de fuerza, teniendo característica de enviar esta señal a un amplificador digital, como son los display digitales, facilitando el proceso de lectura.
Control de flujo: 
Las celdas de carga, son un sistema de control muy efectivo para el control de flujo en un recipiente cilíndrico en una estructura sometida a cargas.
Resistencia: 
Todo celda de carga tiene límites de resistencia que se establecen al momento de su fabricación, esta capacidad de resistir una carga, permite conocer su aplicación en sistemas mecánicos.
Sensibilidad: 
La sensibilidad de una celda de carga varía en un conjunto de factores, pero debe tomarse en cuenta que la aleación de metales en su fabricación es por excelencia una manera de lograr mejores resultados en los procesos de medición de cargas. Lord Kelvin notó que la resistencia de un alambre aumenta con el incremento de la deformación y disminuye con el descenso de la deformación. Así que este principio ha sido desarrollado en la creación de celdas de carga con diferentes tipos de aleaciones entre ellas; la aleación karma, aleación Nichrome, platino, isoelástica, entre otros. Cada una ajustándose a diferentes estándares y necesidades.

## Principios operacionales
Los principios operacionales de las celdas de carga digitales, se basan en la transducción eléctrica que transforma o traslada la fuerza o peso a cambios de voltaje. Este principio de operación depende sobre la deflexión de galgas extensiométricas, creando resistencia y una salida. Se debe considerar el grado de sensibilidad de la celda de carga digital, pues es determinante para conocer la capacidad, el rango de deformación y la máxima de deformación. Toda celda de carga digital toma en cuenta en sus operaciones; la razón de salida, la seguridad de calibración, la histéresis, escurrimiento, linealidad y repetibilidad. Son considerados parámetros básicos operacionales.

## Tipos de celdas de carga
Celda de carga de único punto: 
También llamadas celdas de carga de un solo punto, son usadas en sistemas de pesaje de pequeña escala, tal como lo son; joyería, básculas de cocina, entre otros. Su capacidad/resistencia de carga oscila entre los 100 mg hasta los 50 kg, opera con efecto de elasticidad sobre la viga y no en la flexión de la misma usando un solo punto. El objetivo base de la implementación de las celdas de carga solo punto, es su instalación de forma individual o bien sea única, sin embargo no existen limitantes técnicas, prácticas o teóricas que impidan la conjunción de otra celda en un mismo sistema de pesaje al que pertenezca su celda de carga del tipo solo punto.
Celda de carga tipo S: 
Las celdas de carga tipo S, conocidas también como Z, evidentemente por su estructura externa, pueden ser empleadas en procesos de pesaje que involucren compresión o tensión. Son usados en sistemas de alto pesaje y pesaje industrial. Este tipo de celda de carga se implementa en actividades de pesaje relacionadas con: pesaje de tanques, pesaje de bin, pesaje de tolvas, conversión de básculas de camiones, medición de tensión y compresión, nivel y control de inventario; cubre necesidades en entornos comerciales e industriales exigentes.
Celda de carga de compresión: 
Este tipo de celda de carga también se le conoce como tipo botella, en general se consiguen en el mercado esta variedad de celda de carga ensambladas con materiales y acabados resistente, ya que su diseño se basa en altas capacidades de carga, por lo que es necesario hacer uso del acero y del acero inoxidable. Ideal para entornos industriales exigentes. Pueden implementarse celdas de carga de compresión en labores como: pesaje de silos, pesaje de tanques, pesaje de tolvas y básculas de plataformas de mediano tamaño, básculas de plataformas de gran tamaño, básculas de mesas, y otras.
Celda de carga tipo barra: 
La característica de mayor peso de este tipo de celda de carga, es su capacidad para operar en conjunto con otras celdas de carga, bien sea del mismo tipo o de otros, permitiendo la suma de 1, 2 o más celdas de carga a fines de consolidar un sistema de pesaje específico requerido para una determinada laborar, con requerimientos determinados. Su capacidad de carga es de mediana a alta, ideales para actividades industriales o comerciales.
Celda de carga doble apoyo: 
El diseño de este tipo de celda de carga tiene propósitos en aplicaciones relacionados con el sector económico industrial o comercial, en especial son ideales para su implementación en entornos corrosivos. Este tipo de celda de carga doble apoyo, se caracterizan por ser piezas sólidas constituidas por metales como aluminio, acero, aleación de acero o acero inoxidable, su estructura física tiende a construirse de forma cilíndrica-rectangular, además, son herramientas diseñadas para permisibilidad de las cargas dinámicas, lo cual consiste en suprimir la rigidez de todos los elementos que la componen cuando está ejecutando funciones de pesaje de cargas que se encuentren en movimiento, como en el caso de: cintas transportadoras.